# 금천초등학교 (전남)
금천초등학교는 대한민국 전라남도 나주시 금천면 오강리에 있는 공립 초등학교이다.

## 학교 연혁
- 1923년 10월 1일 금천공립보통학교(4년제) 개교
- 1932년 4월 1일 6년제 개편
- 1938년 4월 1일 금천공립심상소학교로 개칭
- 1941년 4월 1일 금천공립국민학교로 개칭
- 1950년 4월 1일 금천국민학교로 개칭
- 1981년 3월 5일 병설유치원 1학급 개원
- 1996년 3월 1일 금천초등학교로 교명 개칭
- 2008년 3월 1일 금천남초등학교 통폐합
- 2009년 3월 1일 금천동초등학교 통폐합
- 2017년 2월 10일 제91회 졸업(졸업생 총 9,831명)
- 2017년 3월 1일 제29대 소순희 교장 부임

## 학교 상징
- 교색 - 녹색 : 학생들이 녹색처럼 건강하게 자라기를 바라는 의미
- 교목 - 편백 : 진취적 기상, 늘 푸르름, 단결심
- 교화 - 철쭉 : 순결, 협동

## 참고 자료
- 금천초등학교 - 한국교육학술정보원 학교알리미